# ديامس
دْيَامْسْ (بالفرنسية:  Diam's)‏ (اسمها الحقيقي: ميلاني جورجيادس Mélanie Georgiades)، من مواليد 25 يوليو 1980 في قبرص وهي مغنية راب فرنسية يونانية قبرصية. إنتقلت إلى إيسون ضواحي باريس سنة 1984 مع أمها بعد طلاقها من والدها.
عُرفت ديامس في أغانيها بانخراطها في حملات منظمة العفو الدولية، وبدفاعها عن أبناء المهاجرين، وهجومها المقذع ضد الجبهة اليمينية المتطرفة فهي معارضة شرسة ليس فقط للسياسي اليميني المتطرف جان ماري لوبان وابنته مارين لوبان، ولكن أيضا للرئيس الفرنسي نيكولا ساركوزي خلال فترة حكمه كوزير وبعدها كرئيس.
بدأت ديامس مسيرتها سنة 1994 في صفوف إحدى الفرق الشبابية الهاوية في ضواحي باريس قبل أن تتحول في ظرف بضع سنوات إلى واحدة من أبرز فنانات الراب بفرنسا مستعينة بقوة شخصيتها وخصائص صوتها الشديد الذي يستجيب لمتطلبات أغاني الراب. في أكتوبر 2009 كشفت مجلة باري ماتش، أن المغنية الفرنسية ديامس اعتنقت الإسلام وقررت ارتداء الحجاب، بعد زواجها من شاب مسلم يدعى عزيز. وفسرت سبب ذلك:

## حياتها الفنية

### البدايات (1994 -2002)
بدأت ديامس مشوارها الفني مع مجموعة مافيا تريس وهي إحدى الفرق الشبابية الهاوية في ضواحي باريس والتي تنشط غالبا في حفلات الأحياء. سنة 1997 ستصدر المجموعة أول ماكسي تتكون من أربع أغاني ظهرت فيها ديامس بأغنيتين.
بعد انفصالها عن مجموعة مافيا تريس ستصدر ديامس أول ألبوم لها سنة 1999 تحت عنوان Premier Mandat ولم يحقق هذا الأخير أي نجاح حيث تم بيع 9000 نسخة.
قدمت لها شركة التسجيلات إي إم آي عقدا سنة 2002، لكن تم التخلي عن المشروع بعد إعادة هيكلة داخل الشركة.

### الشهرة والنجاح (2003 - 2009)
بعد مفاوضات طويلة وقعت عقدا مع شركة التسجيلات lelabel hostile وبدأت فورا في العمل على ألبومها الثاني الذي صدر سنة 2003 تحت عنوان Brut de femme واستفادت ديامس من الترويج المكثف الذي تلقاه الالبوم في الإذاعات بالإضافة إلى دعم الكوميدي جمال الدبوز. وبدأت المغنية الشابة جولتها الموسيقية الأولى في أكتوبر 2003 في ستراسبورغ وانتهت سنة 2005 في باتكلان. سرعان ما حقق الالبوم نجاحا توجت على إثره ديامس بجائزة أفضل ألبوم راب في جوائز الموسيقى الفرنسية السنوية.
إتخذت موقفا ضد مارين لوبان وحزبها التجمع الوطني (الجبهة الوطنية سابقا) حيت انتقذتها في العديد من الأغاني خصوصا بشكل مباشر في أغنية «مارين» التي صدرت في ألبومها المباشر "Ma Vie/Mon Live" سنة 2004. كما أنها تقف ضد نيكولا ساركوزي الذي وصفته بالديماغوجي والفاشي في أغنيتي La Boulette و Ma France à moi.
سنة 2006 عادت بألبوم Dans ma bulle الذي حقق نجاحا ساحقا بفضل أغنية La Boulette، وانطلقت في جولة موسيقية طويلة انتهت بنتائج مظفرة حيث تم بيع أكثر من 000 800 نسخة من الالبوم وفازت بثلاث جوائز في جوائز الموسيقى الفرنسية السنوية سنة 2007. وقد قدرت جريدة لو فيغارو أن ديامس حققت إرادات بلغت 2.66 مليون أورو عن ألبومها.
قامت بتصوير حفلتي زينيث باريس يومي 14 و 15 نوفمبر 2006 واصدرته على شكل ألبوم دي في دي مباشر سنة 2007 تحت عنوان "Au tour de ma bulle" ويحتوي على 28 أغنية بالإضافة إلى كواليس الحفلات والكليبات.
بعد عام من الابتعاد عن وسائل الإعلام تعود ديامس سنة 2009 بألبومها الرابع والأخير SOS الذي احتل المرتبة الأولى في مبيعات الألبوم في فرنسا عند إصداره يوم 16 نوفمبر 2009 فقد حقق مبيعات فاقت 300.000 نسخة في فرنسا، انطلقت بعدها في جولة موسيقية وإنسانية إلى إفريقيا حيث قامت بالعديد من الحفلات وأنشأت مؤسسة Big Up، وهي منظمة تطوعية تترأسها ديامس بنفسها. وتحول جزء كبير من إيرادات ألبومها الجديد إلى المؤسسة التي تهدف إلى «حماية الأطفال المحرومين في إفريقيا من خلال دعم مراكز استقبال الشباب الذين يواجهون صعوبات وتعبئة المتطوعين من أجل المساعدة المتبادلة والتضامن الدولي». وفي 30 أكتوبر 2009، غنت في زينيث باريس للاحتفال بالذكرى الستين لحركة Emmaus الخيرية.

### الإعتزال (2012 - الآن)
أعلنت في 2012 عن إصدار كتاب بعنوان «ديامس السيرة الذاتية» والذي ينتهي بميلاد ابنتها مريم في ربيع 2012. تم بيع أكثر من 000 50 نسخة في شهر واحد وفقًا لبرنامج Hebdo Musique Mag وفي فبراير 2013، باعت السيرة الذاتية لـ ديامس أكثر من 000 78 نسخة.
في 30 سبتمبر 2012، ظهرت في برنامج «من سبعة إلى ثمانية» على قناة تي أف 1، حيث أعلنت نهاية حياتها المهنية كمغنية راب.

### الفيلم الوثائقي «السلام» (2022)
في 26 ماي 2022 وبعد عشر سنوات من الصمت، أجرت ديامس مقابلة مع الصحفي أوغستين ترابينارد على موقع BrutX، والذي تم بثه على الإنترنت في نفس اليوم وقد صرحت أنها قبلت اقتراح BrutX لعمل فيلم وثائقي عن حياتها.
تتحدث في «سلام» عن شهرتها واكتئابها واعتناقها الإسلام. عُرض الفيلم الوثائقي في مهرجان كان السينمائي وسيعرض في السينما يومي 1 و 2 يوليو 2022 ثم على موقع BrutX .

## حياتها الشخصية
في عام 2007 عانت من الاكتئاب بسبب مشاكل شخصية تطرقت إليها في أغنية «Si c'était le dernier| لو كانت الأخيرة». تم تشخيصها بمرض ثنائية القطب، وتناوبت بين الإقامة في مستشفى للأمراض النفسية ومسيرتها المهنية كفنانة. عندما تم إطلاق سراحها، قررت وقف علاجها وحاولت الانتحار بابتلاع الحبوب المنومة. وفي ديسمبر 2008 اعتنقت الإسلام، وقالت أن الدين حررها وساعدها في تجاوز هذه المحن الصعبة. في 8 أكتوبر 2009 نشرت مجلة «باريس ماتش» على صفحتها الأولى صورًا لها وهي تغادر مسجدًا في جينفيلييه مع زوجها مرتدية الحجاب الإسلامي، وتسببت هذه الصور المسروقة في فضيحة حيت تزامن مع نقاش يدور في فرنسا حول حظر الحجاب في الأماكن العامة.
في عام 2010، انتصرت ديامس في الشكوى التي وجهتها ضد مجلة لو نوفيل أوبسرفاتور لانتهاك حقوق صورتها وخصوصيتها بعد نشرها لصورة ديامس دون إذن وهي ترتدي الحجاب، وقد وُضعت الصورة في مقالة تتحدث عن مسلمي فرنسا.

## الألبومات
1999 : Premier Mandat
2003 : Brut de femme
2004 : Ma Vie/Mon Live
2006 : Dans ma bulle
2007 : Au tour de ma bulle
2009 : SOS

## إسلامها
أعلنت نجمة الراب الفرنسية ديامس، عبر قناة «تي أف 1»، إسلامها وظهرت وهي ترتدي الحجاب الشرعي. وتضيف ميلاني قائلة: «تعاطيت الحبوب كثيرًا ودخلت مصحات عقلية أيضًا حتى أستعيد عافيتي، لكن لم أنجح»، قبل أن توضح «مرة كنت مع صديقاتي، إحداهن مسلمة، سمعتها تقول: طيب أنا ذاهبة للصلاة وسأرجع. قلت لها: أنا أيضًا أريد أن أصلي. فأجابتني: فليكن.»

## روابط خارجية
- ديامس على موقع IMDb (الإنجليزية)
- ديامس على موقع ألو سيني (الفرنسية)
- ديامس على موقع ميوزك برينز (الإنجليزية)
- ديامس على موقع أول ميوزيك (الإنجليزية)
- ديامس على موقع ديسكوغز (الإنجليزية)
- ديامس على موقع قاعدة بيانات الفيلم (الإنجليزية)